# Рог на изобилието
Рог на изобилието (също обозначаван с латинското корнукопия) произлиза от старогръцки: κέρας Ἀμαλθείας [керас Амалтеас] – на български: „рог на Амалтея“ или от латински: cornu copiae [корну копие] – на български: „рог на изобилието“; той е символ на плодородие, богатство и благодат, който датира от 5 в. пр.н.е. и произлиза от древногръцката митология и по-специално от мита за козата Амалтея, която откърмила с млякото си бог Зевс в една пещера на остров Крит. 
Според легендата, веднъж докато си играел с Амалтея, Зевс неволно отчупил рога ѝ. В отплата Зевс я възнесъл на небето (звездата Капела в съзвездието Колар), а от рога започнали да се изливат плодове, цветя и зърно.
В различни случаи и изображения, Рогът на изобилието е приписван като атрибут на различни божества, носещи благословия като богинята на мира Ирена, на земята – Гея и на плодородието – Деметра, а в други култове е асоцииран с Фортуна и Кибела.
Митът за Рога на изобилието се смята за предшестващ митовете за Еднорога и Свещения граал.